# Disophrys rufifrons
Disophrys rufifrons är en stekelart som beskrevs av Turner 1918. Disophrys rufifrons ingår i släktet Disophrys och familjen bracksteklar. Inga underarter finns listade i Catalogue of Life.